# Xã Blind Lake, Quận Cass, Minnesota
Xã Blind Lake (tiếng Anh: Blind Lake Township) là một xã thuộc quận Cass, tiểu bang Minnesota, Hoa Kỳ. Năm 2010, dân số của xã này là 82 người.